# Simophion melanostigma
Simophion melanostigma är en stekelart som först beskrevs av Cameron 1886.  Simophion melanostigma ingår i släktet Simophion och familjen brokparasitsteklar. Inga underarter finns listade i Catalogue of Life.